# Pleospora dianthi
Pleospora dianthi är en svampart som beskrevs av De Not. 1863. Pleospora dianthi ingår i släktet Pleospora och familjen Pleosporaceae.   Inga underarter finns listade i Catalogue of Life.